# ویلیام فردریک ییمز
ویلیام فردریک ییمز (انگلیسی: William Frederick Yeames; ۱۸ دسامبر ۱۸۳۵ – ۳ مهٔ ۱۹۱۸) نقاش اهل بریتانیایی بود که بیشتر با تابلوی معمایی و آخرین بار کی پدرت را دیدی؟ شناخته می‌شود.

## نگارخانه

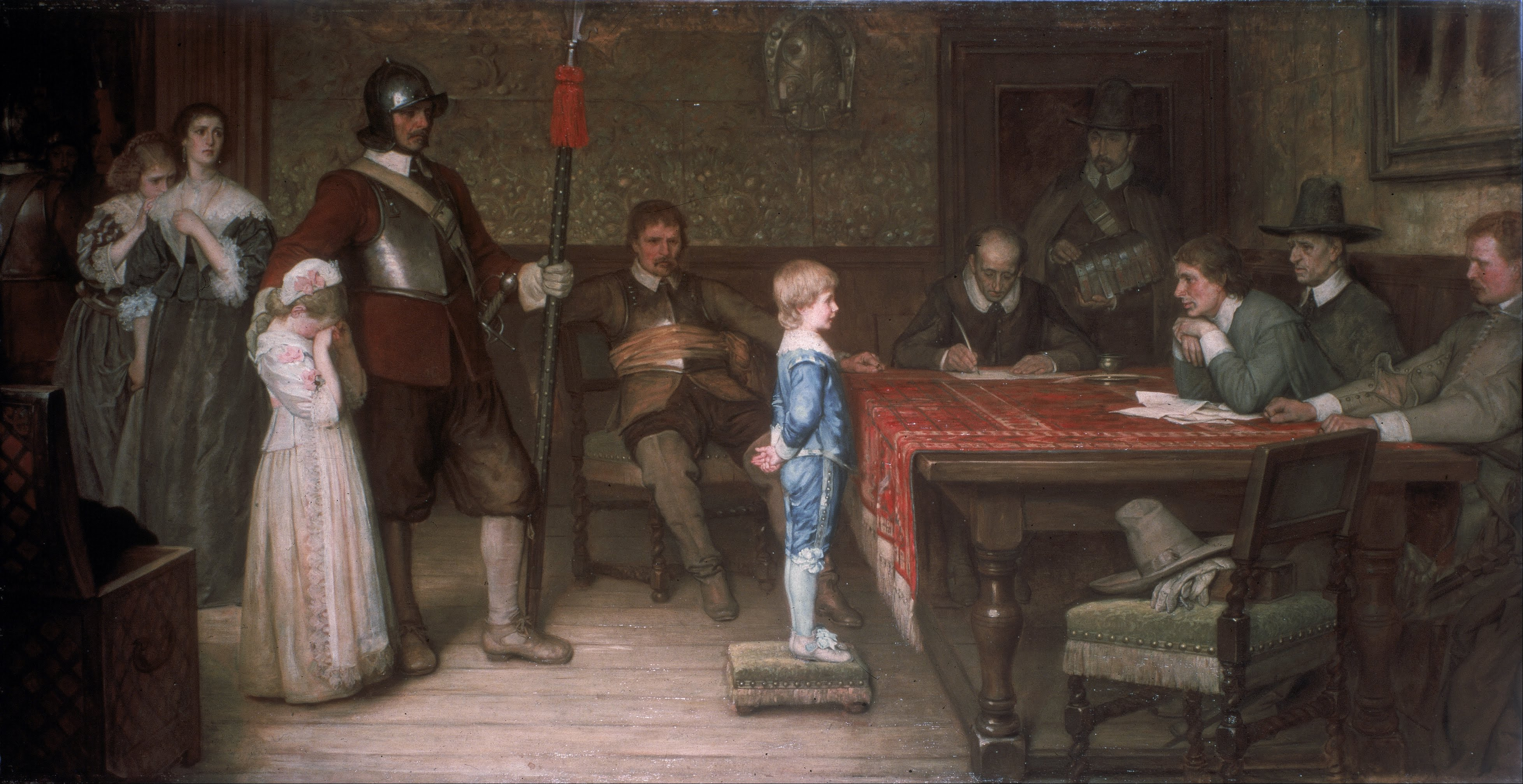
و آخرین بار کی پدرت را دیدی؟ ۱۸۷۸م. گالری هنری واکر
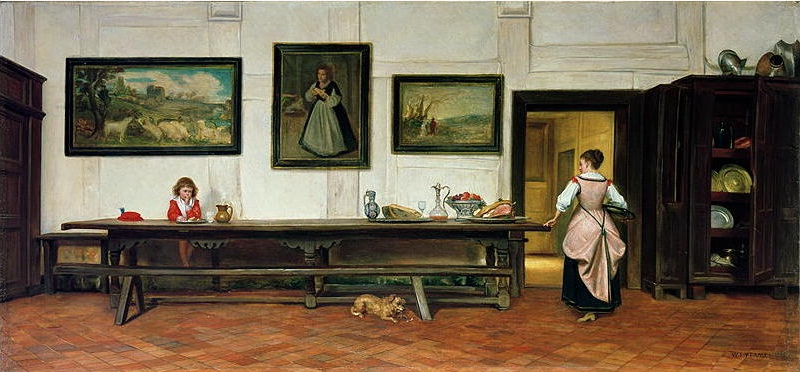
فضای داخلی یک غذاخوری
حوالی ۱۸۷۰ م.